# Concha Andreu
Concepción Andreu Rodríguez (Calahorra, 10 de marzo de 1967), conocida como Concha Andreu, es una enóloga y política española. Es senadora por La Rioja,  diputada del PSOE en el Parlamento de La Rioja desde 2011 y secretaria general del PSOE de La Rioja entre 2021 y 2025. Entre 2019 y 2023 se desempeñó como Presidenta de La Rioja, siendo la primera mujer en ocupar el cargo.

## Biografía
Nacida en Calahorra en 1967, en 1990 se licenció en Ciencias Biológicas por la Universidad de Zaragoza, con la especialidad de Botánica, en la Universidad de Salamanca. Entre 1990 y 1992 cursa un máster en Viticultura y Enología por la Universidad de Zaragoza. En la actualidad es enóloga en las Bodegas Melquior.

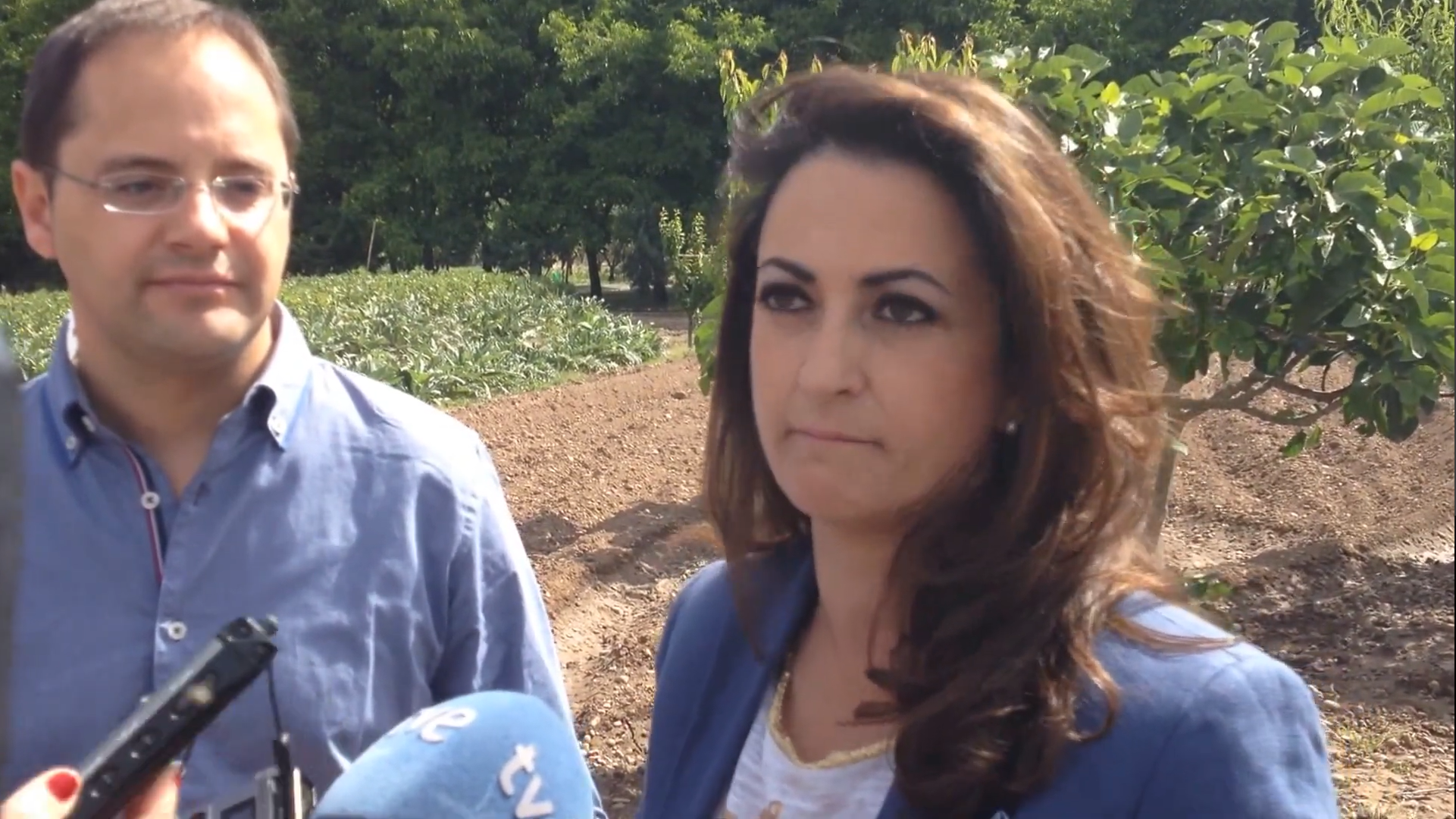
César Luena y Concha Andreu en 2014.

Miembro del PSOE, diputada del Parlamento de La Rioja desde 2011, fue candidata del PSOE a la presidencia de La Rioja en las elecciones autonómicas del 24 de mayo de 2015, obteniendo 10 diputados frente a 15 del PP, asumiendo el cargo de portavoz del Grupo Socialista en el Parlamento de La Rioja, liderando la oposición. 
En 2017 fue elegida secretaria del Mundo Rural en la Ejecutiva Federal del PSOE liderada por Pedro Sánchez. En septiembre de 2018 fue nombrada candidata socialista a la presidencia de La Rioja tras ser la única candidatura que presentó los avales para las primarias. En esos comicios, consiguió alzarse con la victoria electoral al subir hasta los 15 escaños, lo que permitió al PSOE ganar unos comicios autonómicos en La Rioja, algo que llevaban sin conseguir desde 1991.
El 27 de agosto de 2019, tras un acuerdo previo de coalición con Podemos y de apoyo externo con IU, fue proclamada por mayoría absoluta como presidenta de La Rioja, convirtiéndose en la primera mujer liderando la Comunidad y enviando al PP a la oposición tras 24 años ininterrumpidos en el poder (20 de ellos con mayoría absoluta).
Tras el resultado de las elecciones autonómicas de España de 2023 perdió su cargo a la presidencia por la oposición, liderada por Gonzalo Capellán.
Desde el 17 de agosto de 2023 es senadora por La Rioja manteniendo su escaño como diputada regional y su liderazgo como secretaria general del Partido Socialista Obrero Español en La Rioja.
El 17 de junio de 2024 comunicó su renuncia a su acta de diputada en el Parlamento autonómico y su decisión de no concurrir a la reelección en el congreso ordinario regional. Su candidatura fue reemplazada por el alcalde de Arnedo, Javier García Ibáñez.

## Presidencia del Gobierno de La Rioja

### Negociaciones para convertirse en presidenta
Concha Andreu, candidata el PSOE eligió como socio preferente a Unidas Podemos. Unidas Podemos, en La Rioja, pasadas las elecciones acabó por fracturarse debido a divergencias en cuanto a la postura que debía de tener la coalición de cara a las negociaciones con el PSOE. 
Por un lado, la postura de la diputada Raquel Romero de Podemos-Equo era la de no facilitar la investidura de Andreu si esta no accedía a conformar un gobierno de coalición. Podemos exigía tres consejerías y la vicepresidencia a cambio de su voto favorable. Andreu se negó por no ser un reparto proporcional y Raquel Romero se negó a votar favorablemente. Por el otro lado, Izquierda Unida, miembro de la coalición de Unidas-Podemos, sí se mostró a favor de facilitar la investidura de la socialista, renunciando al hecho de entrar en el ejecutivo riojano, siempre y cuando existiera un acuerdo en el programa del futuro gobierno. 
El 18 de julio de 2019 se celebró el primer pleno de investidura donde Andreu no obtuvo la mayoría necesaria aunque el Secretario de Acción de Gobierno, Institucional y Programa de Podemos, Pablo Echenique, exigiera a la diputada de Podemos votar a favor de la investidura.
El 20 de agosto, finalmente PSOE, Podemos-Equo e IU de La Rioja llegaron a un acuerdo tripartito para un gobierno progresista. Dicho acuerdo incluía un apartado que afectaba exclusivamente a PSOE y Podemos-Equo y en el que se acordaba que estos últimos formarían parte del Gobierno de La Rioja con una consejería (Igualdad, Participación, y Agenda 2030). Sin embargo IU Rioja mantuvo su postura de no entrar en el ejecutivo riojano.
El pleno de investidura se llevó a cabo el 27 de agosto de 2019 y en primera votación, Concha Andreu fue investida presidenta de la comunidad de La Rioja, con 17 votos a favor (PSOE, Podemos-Equo, IU Rioja) y 16 en contra (PP y Cs) convirtiéndose en la primera mujer en ostentar este cargo.

### X Legislatura (2019-2023)

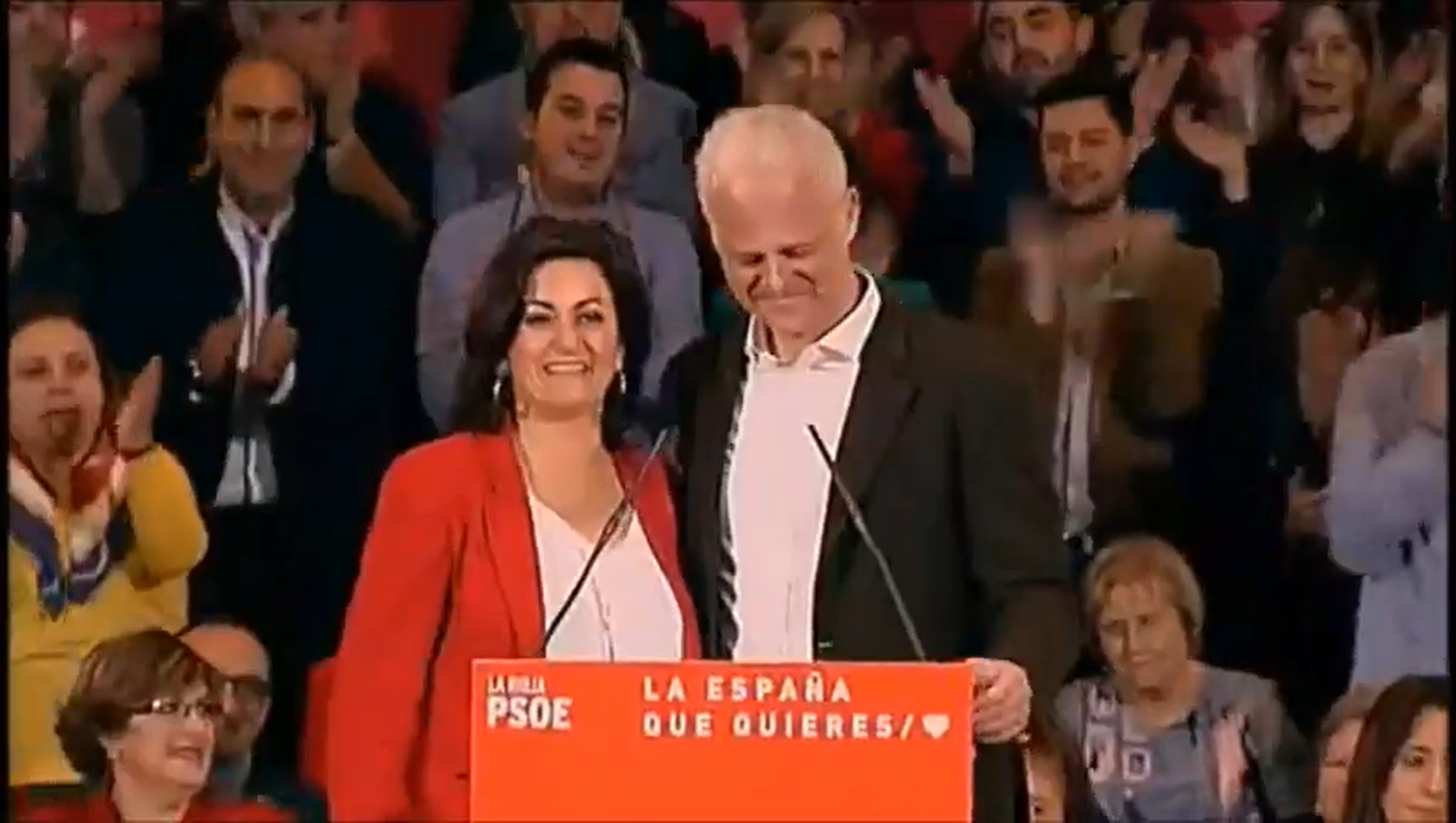
Andreu y el alcalde de Logroño, Pablo Hermoso de Mendoza (2019).

Concha Andreu Rodríguez fue la primera presidenta de La Rioja, ocupando el cargo desde el 29 de agosto de 2019 hasta el 29 de junio de 2023. Durante su mandato, el Gobierno de La Rioja llevó a cabo una serie de políticas económicas, sociales y políticas que tuvieron un impacto significativo en la región.
Destacó por los continuos cambios en su gobierno lo que derivó en una crisis institucional durante su breve mandato.
Durante sus escasos 4 años al frente del ejecutivo regional Concha Andreu tuvo bastantes polémicas como la de su consejero Luis Cacho que tuvo dimitir al saberse que poseía una SICAV, o también el caso de su director general Mario Herrera que estrelló su vehículo contra un árbol de madrugada abandonándolo en Sojuela en circunstancias no aclaradas.
Muy criticada fue Andreu por cesar de manera caprichosa sin argumentar motivos a quienes la auparon a la presidencia, como fue el caso del consejero Francisco Ocón o de la consejera Ana Santos en 2020.
También polémica fue su decisión de otorgar en 2022 al expresidente de La Rioja Pedro Sanz el título de Riojano Ilustre.

### Economía y empleo
En el gobierno de Concha Andreu el paro se redujo al 8,4%. Una cifra que no se veía desde hace 14 años. Pasó de los 15.183 parados que había en agosto de 2019 cuando asumió la presidencia a los 13.378 parados, según los datos de estadística. De esta forma, La Rioja ha registrado la menor tasa de paro de la serie histórica en un mes de julio desde hace 15 años. En el mismo periodo, la afiliación a la Seguridad Social ha aumentado de 129.045 en agosto de 2019 a 133.439 en julio de 2023.
No solo se ha reducido el paro y aumentado la afiliación a la seguridad social, sino también ha crecido la tasa de temporalidad de los contratados. En enero de 2023 se había reducido la contratación temporal en más de un 20% en tan solo 12 meses así como la cifra de contratos indefinidos suscritos a esa misma fecha quintuplicaba la tasa registrada en años anteriores.
Este crecimiento del empleo y reducción de temporalidad viene de la mano del apoyo del gobierno de Concha Andreu al tejido productivo y empresarial. Tanto es así que quince empresas han manifestado su interés en establecerse en suelo industrial riojano: Alfaro, Calahorra, Santo Domingo y Arnedo. Un suelo industrial que el gobierno de Concha Andreu logró establecer a 35€ el metro cuadrado, un reclamo histórico de las empresas riojanas frente a los beneficios forales que existen en las comunidades vecinas de Navarra y País Vasco. Grandes empresas como Heinz, Crown, Würth, Bosonit, Transportes Royo o Toybe han manifestado su interés inversor a lo que se suma, la inversión de las PYMES y de las empresas que eligen La Rioja como sede. Tal es el caso de Talleres Lispar (Standar Profil) que ha establecido toda su operación en La Rioja.  
En mayo de 2023 la consultora Informa Dun&Bradstreet marcaba que en el último año se habían constituido 176 sociedades acumulando una inversión de 9.604.928 de euros en el primer cuatrimestre del año.
Este impulso en el empleo, a la protección y desarrollo empresarial ha mostrado que según el INE, el Producto Interior Bruto de La Rioja ha crecido un 3,5% en su gobierno. Desde los 10.311 millones de euros en el segundo trimestre del 2019 a los 10.684 millones de euros en el segundo trimestre de 2023. Un crecimiento superior al de España que, en ese mismo período, ha crecido un 2,7%.

### Protección Social

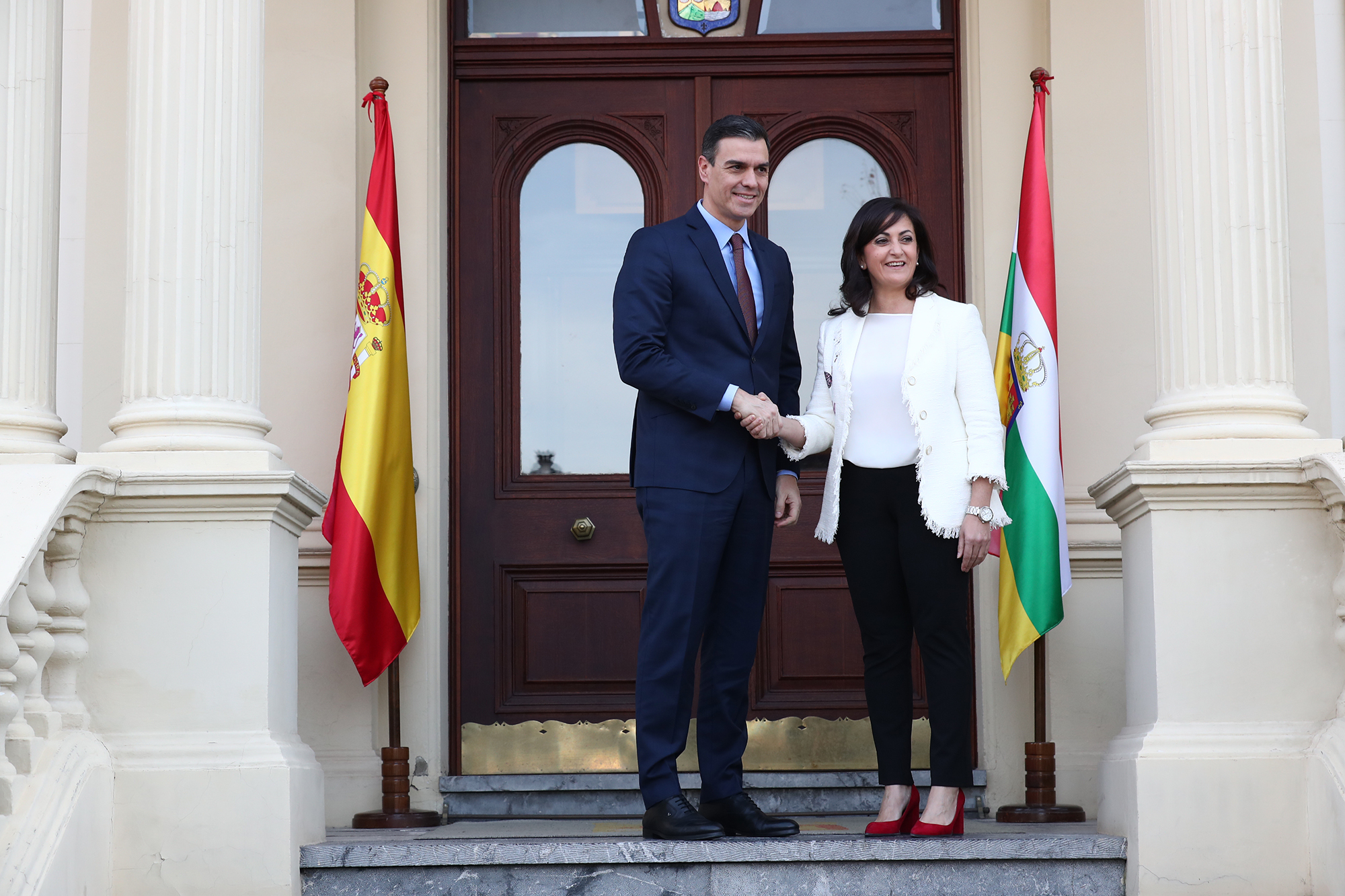
Pedro Sánchez recibido por Andreu a su llegada al Palacio de Gobierno de La Rioja (2020).

Durante su mandato, el gobierno de Concha Andreu puso especial énfasis en la protección social. Como principales hitos se pueden destacar la aprobación de la Primera Ley de familias monoparentales de La Rioja. Una ley que reconoce a las familias monoparentales como un tipo de familia específico, con necesidades y derechos específicos. La ley establece una serie de medidas de apoyo a estas familias, como ayudas económicas, prestaciones sociales y servicios sociales. La aprobación de la primera Ley contra la violencia de género de La Rioja. Esta ley establece un marco normativo integral para la prevención, atención y erradicación de la violencia de género en La Rioja o la aprobación de la nueva Ley de accesibilidad Universal de La Rioja: la última por el PSOE en 1994 (Ley de supresión de barreras arquitectónicas y promoción de la accesibilidad).
A su vez, el gobierno de Concha Andreu ha incrementado el número de plazas en centros de día y residencias para personas mayores y personas con discapacidad para atender las necesidades de estas personas y sus familias. 
Concretamente, en centros de día se pasaron de 18 locales a 24, aumentando aumentando las plazas de 535 a 745 plazas. Cabe destacar que el gobierno de Andreu se comprometió a la creación de centros de día en Uruñuela, Castañares, Ezcaray, Aldeanueva, Torrecilla y Villamediana al mismo tiempo que ampliaba y reformaba los centros en Haro, Calahorra y Arnedo. En residencias para personas mayores, se pasaron de 1.633 plazas que había a 1.954 plazas (un aumento del 20%) así como se crea una nueva residencia en Torrecilla de Cameros, que contará con 50 plazas más.
Asimismo se han duplicado (de 29 a 61) las plazas de residenciales de atención a mujeres víctimas de violencia machista o en otras situaciones de dificultad social y se ha creado un programa de Atención Social Urgente para ofrecer atención inmediata a mujeres, menores y cualquier persona que se encuentre en emergencia social. Un servicio que ha atendido a 490 personas en siete meses y que es gestionado por Cruz Roja.
El gobierno de Andreu también incrementado en un 127% la partida para financiar programas de servicios sociales en el Ayuntamiento de Logroño (pasando de los 1.650.925€ a los 3.760.005€); así como al resto ayuntamientos y mancomunidades a quienes se les incrementó un 50,31% (pasando de los 9.744.450€ que destinaba la legislatura anterior a los 14.646.862€). Todos fondos que los ayuntamientos y mancomunidades disponen para sus tareas ed servicios sociales y apoyo a la comunidad. 

### Gestión de la salud pública

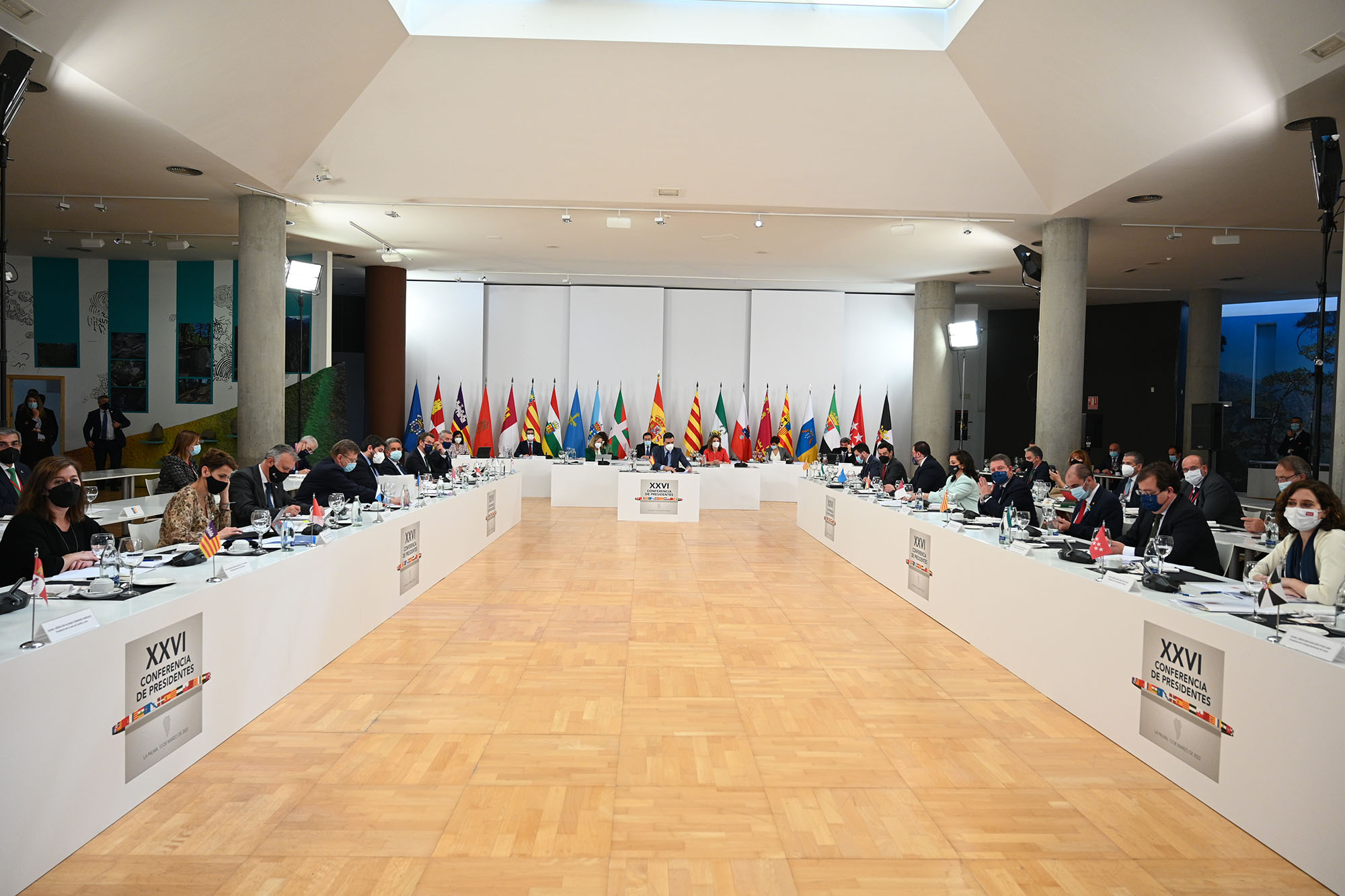
Conferencia de Presidentes.XXVI de 2022. Andreu está sentada en el centro a la derecha.

Concha Andreu prestó especial interés a la salud pública. Dotó a la Consejería de Salud con un 33,61% más de presupuesto (pasando de 438.982€ en 2019, último año de la legislatura previa, a 586.541€ en su último año de legislatura en 2023). 
La atención primaria ha sido un enfoque importante en la administración de Concha Andreu. Según Amnistía Internacional, La Rioja, con un 22,52%, se convertiría en la Comunidad Autónoma que más invierte en Atención Primaria de toda España. El presupuesto destinado a esta área ha aumentado considerablemente, pasando de 70.928 euros en la última legislatura a 115.637 euros en 2023, lo que representa un incremento de 44.708 euros, un 63,03%.
Asimismo, el Servicio Riojano de Salud también ha experimentado un aumento significativo en su presupuesto. Durante la última legislatura el presupuesto fue de 274.617 euros. Sin embargo, para el año 2023, bajo el liderazgo de Concha Andreu, se ha asignado un presupuesto de 376.037 euros, un aumento de más de 100 millones de euros, equivalente al 36,93%.
De esta forma el Hospital Universitario San Pedro, ha pasado a ser un centro de referencia en la región al que se le han llevado adelante considerables mejoras como: la mejoras en urgencias -ampliando el espacio, el número de boxes, implementando nuevos protocolos de triaje e incrementando en un 20% el número de profesionales sanitarios-. Se han creado las urgencias pediátricas, un espacio diferenciado adaptado para la atención de los más pequeños. Se han aumentado la UCI llevándola a 90 camas (un 152% más que en la pasada legislatura). Se han introducido nuevos servicios y unidades, incluyendo rehabilitación, atención sexual y reproductiva, neurorrehabilitación intensiva, geriatría de enlace y hospital de la fragilidad. A esto se le suman el incremento de tecnología de última generación como el robot Da Vinci, la sala híbrida para intervenciones cardiovasculares o de infraestructuras, como la creación del helipuerto para el nuevo helicóptero sanitario.    
A su vez, el número de profesionales sanitarios se ha aumentado en un 18,75% durante el mandato de Concha Andreu, llegando a 4.193 profesionales en 2023 y el presupuesto destinado al Área de Investigación ha aumentado en un 43,81%, permitiendo mejoras en las condiciones laborales del personal investigador.
Por otro lado, en el gobierno de Concha Andreu se ha aprobado la Ley por la que la Fundación Hospital de Calahorra pasa a denominarse Hospital de Calahorra e integrarse al SERIS, dando respuesta a un reclamo histórico de la población y de los profesionales sanitarios.
El Hospital de Calahorra ha experimentado un aumento sustancial en su presupuesto, alcanzando un récord histórico en 2023 con 46.850 euros, lo que representa un incremento del 43,91%. Además, se ha aumentado el personal en un 11,65%, con mejoras en infraestructuras y equipamientos planeadas para el futuro.
A su vez, el 1 de abril de 2022, la administración de Concha Andreu internalizó el servicio de transporte sanitario que hasta entonces estaba privatizado. Así La Rioja se convirtió en la primera comunidad autónoma peninsular en internalizar el 100% del transporte sanitario dando nacimiento a “La Rioja Cuida”.   

### Gestión educativa

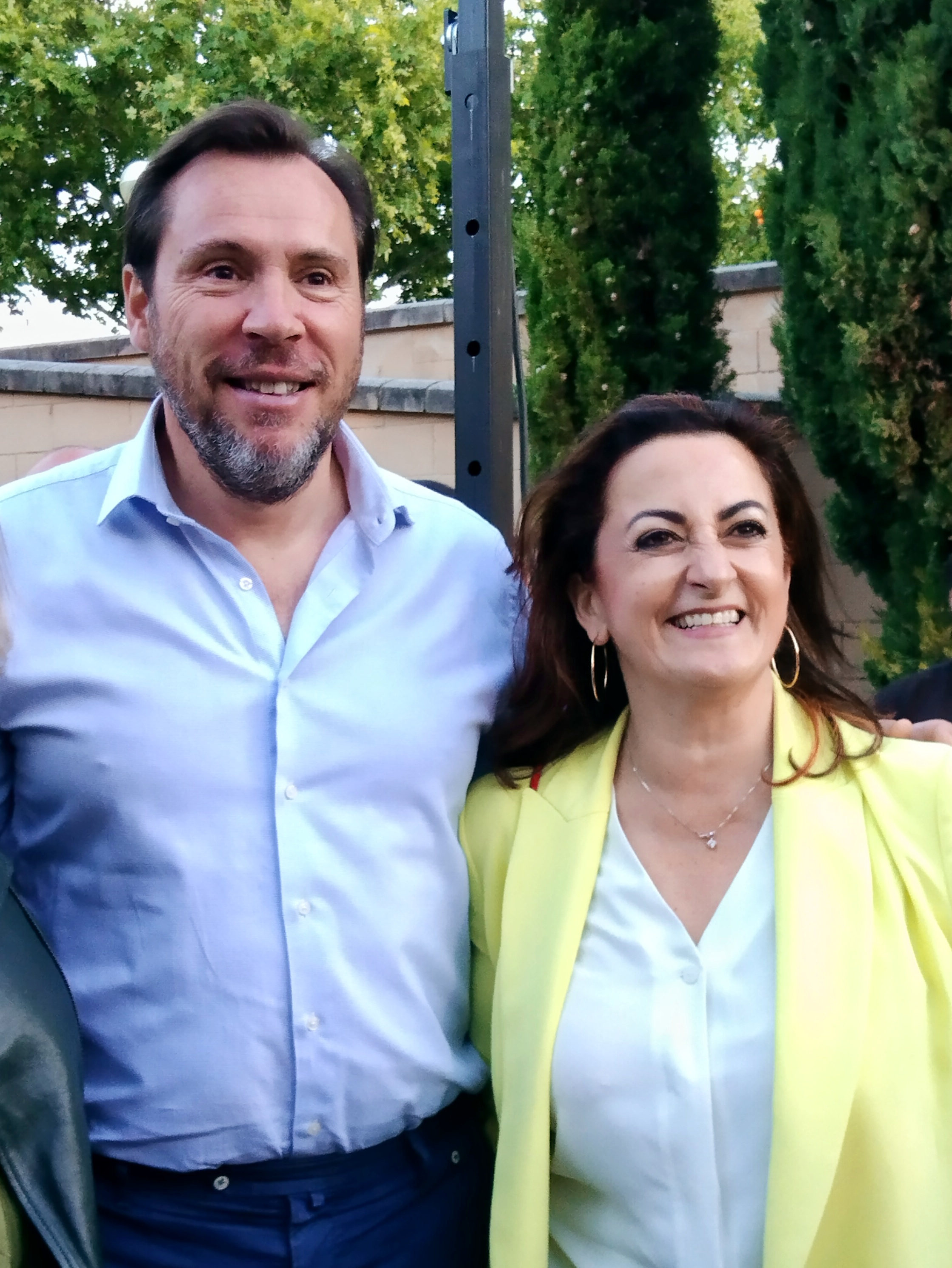
Ministro de transportes, Óscar Puente, con Andreu en un mitin del PSOE en Logroño (2024).

Concha Andreu, presidenta de La Rioja, ha liderado una serie de iniciativas clave en el ámbito educativo que han impulsado el sistema educativo de la región. 
La administración de Concha Andreu ha aumentado de manera considerable el número de profesores en centros públicos. En mayo de 2019, con el anterior gobierno del PP, había 4.025 profesores, mientras que en mayo de 2023, se registraron 4.989 profesores, lo que representa un incremento del 23,95%. Este incremento de docentes también se vio reflejado en los colegios concertados de La Rioja que han experimentado un aumento de profesores. En mayo de 2019, había 1.285 profesores, y en mayo de 2023, se contabilizaron 1.362, lo que significa un incremento del 5,99%. En total, se han sumado 1.041 profesores tanto en centros públicos como concertados. Todo ello de la mano de mejoras en la reducción de la interinidad en el profesorado, disminuyendo del 33% en la última legislatura, al 10% en la legislatura liderada por Andreu.
Otro ámbito educativo que se vio reforzado fue el de la Formación Profesional que se ha convertido en un pilar fundamental de la educación en La Rioja en los últimos años. El gobierno de Concha Andreu ha apostado por la FP como una herramienta para mejorar la empleabilidad de los jóvenes y favorecer la transformación económica de la comunidad autónoma. En 2020, el Ejecutivo autonómico aprobó un nuevo plan estratégico para la FP en La Rioja, que incluye la actualización de los contenidos curriculares y la formación del profesorado. Entre las principales medidas adoptadas por el gobierno de Andreu destacan: el aumento de la oferta de FP, con la creación de nuevos ciclos formativos y la ampliación de la oferta en centros rurales; la mejora de la calidad de la FP, con la actualización de los contenidos curriculares y la formación del profesorado y la promoción de la FP dual, que combina la formación teórica con la práctica en empresas. En 2023, más de 1.000 alumnos de FP en La Rioja cursan sus estudios en modalidad dual, lo que les permite adquirir una experiencia práctica en empresas.
Así, con el gobierno de Concha Andreu alcanzó un presupuesto de 44 millones de euros, un aumento del 18,6% en comparación con la última legislatura. El alumnado se ha incrementado en un 24%, alcanzando los 9.000 estudiantes en la actualidad (una cifra récord para La Rioja) y ya se brindan casi la totalidad de familias formativas. La FP ha tenido un impacto positivo en el mercado laboral riojano. En 2023, el 92% de los alumnos que han finalizado sus estudios de FP han encontrado trabajo en los seis meses posteriores a la finalización de sus estudios. Las medidas adoptadas han contribuido a hacer de la FP una opción atractiva para los jóvenes y a mejorar la empleabilidad de los jóvenes riojanos. El aumento de la oferta de FP en La Rioja ha permitido que más jóvenes tengan acceso a esta modalidad educativa. En 2023, la oferta de FP en La Rioja incluye más de 100 ciclos formativos, repartidos en 15 familias profesionales.
La educación rural ha sido otra de las prioridades del gobierno de Concha Andreu en La Rioja. Durante su legislatura, el Ejecutivo autonómico ha puesto en marcha una serie de medidas para garantizar la calidad de la enseñanza en las zonas rurales, con el objetivo de evitar la despoblación y la exclusión social. Entre las principales medidas destaca la creación de un programa de ayudas para la contratación de profesorado en centros rurales. Este programa ha permitido aumentar el número de docentes en las escuelas rurales, lo que ha mejorado las ratios de alumnos por aula y ha permitido ofrecer una enseñanza más personalizada. Además, el Gobierno de Andreu ha puesto en marcha un programa de formación para el profesorado rural. Este programa tiene como objetivo dotar a los docentes de las herramientas necesarias para atender a las necesidades educativas específicas de los alumnos de las zonas rurales. Por último ha apostado por la modernización de las escuelas rurales invirtiendo en la renovación de las infraestructuras educativas, en el equipamiento tecnológico y en la dotación de recursos educativos digitales. Estas medidas han sido bien recibidas por los agentes educativos, que han destacado el compromiso del Gobierno de Andreu con la educación rural.
La Universidad de La Rioja ha sido una de las principales prioridades del gobierno de Concha Andreu. Durante el mandato de Concha Andreu La Rioja ha sido la Comunidad que más invierte en su universidad pública. Así, entre las principales medidas destaca el aumento de un 35% en la financiación de la Universidad de La Rioja pasando de los 37 millones de euros que se invertían en 2019 a los 50 millones de euros que se invirtieron en 2023. Así durante el gobierno de Concha Andreu, las transferencias por alumno respecto al PIB regional de La Rioja has sido de 45,6%. Esta mayor financiación ha permitido a la Universidad de La Rioja realizar una serie de inversiones, como la construcción de nuevos edificios, la renovación de las infraestructuras existentes y la contratación de nuevo personal docente e investigador. Además, el Gobierno de Andreu ha impulsado una serie de reformas para mejorar la calidad de la enseñanza y la investigación en la universidad. Entre estas reformas destacan la creación de nuevos grados y posgrados, la internacionalización de la universidad y la promoción de la investigación. En general, la gestión política de la Universidad de La Rioja en el gobierno de Concha Andreu ha sido positiva. Las medidas adoptadas han mejorado la calidad de la enseñanza y la investigación en la universidad, lo que ha contribuido a posicionar a la Universidad de La Rioja como una institución académica de referencia en España.
Durante el gobierno de Concha Andreu, La Rioja ha sido una de las comunidades autónomas que más ha incrementado su inversión en I+D+i. En 2023, el presupuesto destinado a este ámbito ha alcanzado los 112 millones de euros, lo que supone un aumento del 40% respecto a 2019. Estas medidas han contribuido a posicionar a La Rioja como una de las comunidades autónomas más innovadoras de España. En 2023, La Rioja ha ocupado el primer puesto en el ranking de inversión en I+D+i por habitante, según datos del Ministerio de Ciencia e Innovación. El incremento de la inversión en I+D+i ha tenido un impacto positivo en el tejido empresarial riojano. En 2023, el número de empresas innovadoras en La Rioja ha aumentado un 15% respecto a 2019. Además, la inversión en I+D+i ha contribuido a la creación de empleo. En 2023, el sector de la investigación y el desarrollo ha creado más de 1.000 nuevos puestos de trabajo en La Rioja.
Este impulso a la educación pública ha sido acompañado por un aumento en el presupuesto destinado a becas para estudiantes y becas de movilidad en La Rioja. Durante el gobierno de Concha Andreu se han incrementado el número de beneficiarios y el monto de las becas. Durante su administración, se invirtió un 82% más de presupuesto: 1.338.000 euros frente a los 734.200 euros que se habían invertido en la legislatura anterior. El aumento del número de becas disponibles ha permitido que más estudiantes riojanos puedan acceder a ellas. En 2023, el número de becas disponibles ha aumentado un 25% respecto a 2019. Más de 10.000 estudiantes riojanos han recibido una beca para sus estudios. A su vez, la mejora de las cuantías de las becas ha hecho que sean más sustanciosas. En 2023, la cuantía media de las becas ha aumentado entre un 20% y un 50% respecto a 2019 pasando de 1.000 a 1.500 euros por alumno. Además, el aumento de las becas de movilidad ha permitido que más estudiantes riojanos puedan cursar sus estudios en universidades de otras comunidades autónomas o en el extranjero. En 2023, más de 1.000 estudiantes riojanos han recibido una beca de movilidad.